# Annie Homasi
Annie Homasi est une femme politique de Tuvalu.

## Biographie
Elle reçoit l'Ordre de l'Empire britannique le 1er janvier 2003 pour services rendus à la communauté.
En août 2006, Annie Homasi se présente contre Maatia Toafa à l'élection pour le poste de membre du parlement pour représenter l'atoll de Nanumea, sans succès.
En 2008, elle se consacre au combat contre le tabagisme à Tuvalu, y dirigeant la Convention-cadre de l'OMS pour la lutte antitabac. Elle représente en parallèle le TANGO, Tuvalu Association of Non-Governmental Organisations ; elle a encore ce poste en 2019.